# 존 애덤스 대통령 취임식
존 애덤스 대통령 취임식(영어: Inauguration of John Adams)은 제2대 미국 대통령인 존 애덤스의 취임식으로, 1797년 3월 4일 토요일 펜실베이니아주 필라델피아의 콩그레스 홀 하원 회의실에서 열렸다. 이 취임식은 존 애덤스의 유일한 4년 임기 대통령직과 토머스 제퍼슨의 부통령 임기의 시작을 알렸다. 대통령 취임 선서는 대법원장 올리버 엘즈워스가 존 애덤스에게 집행했다. 애덤스는 미국의 연방 대법원장으로부터 취임 선서를 받은 첫 번째 대통령이자, 1724년 스페인의 루이스 1세 이래 살아있는 전임자로부터 평화롭고 합법적으로 승계한 최초의 국가원수였다.

## 같이 보기
- 존 애덤스 행정부
- 1796년 미국 대통령 선거